# Vuelo 793 de Lion Airlines
El vuelo 793 de Lion Air era un vuelo regular nacional de pasajeros, que hacía la ruta entre Ujung y Yakarta; en el momento del aterrizaje se salió de pista. No hubo heridos o fallecidos en el accidente.

## Vuelo

### Despegue
El vuelo 793 era un vuelo regular, con salida de Ujung, en la isla de Célebes de Indonesia, a las 14:15 hora local (6:15 UTC), con un avión de la compañía McDonnell Douglas, con capacidad para 172 pasajeros.
El avión en cuestión, el MD-90-30, con registro PK-LIL, tenía una vida de servicio de poco más de once años, siendo pues, el MD-90 más moderno de la flota de Lion airlines, y antes de estar en servicio con Lion Airlines, estuvo desde 1997 a 1999 con Reno Airlines y de 1999 a 2005 con American Airlines. El embarque se desarrolló sin novedades y el avión se dirigió a pista de despegue donde efectuó el despegue a las 14:26 hora local (6:26 UTC).

### Vuelo
El vuelo se desarrolló sin incidentes, y a una altitud de 37.000 pies sobre el nivel del mar.
A las 15:23 hora local (8:23 UTC), el avión de la compañía indonesia comenzó el descenso hacia su destino del aeropuerto de Yakarta.

### Aproximación
Las maniobras de aproximación al aeropuerto se desarrollaron con unas fuertes precipitaciones, que limitaron la visibilidad en el momento del aterrizaje a unos 1000 pies (430 metros), con vientos de 15 nudos(27 km/h) y ráfagas de 30 nudos(55 km/h).
Además de las complicaciones por lluvia, se avisó de la presencia de cumulonimbus en la aproximación al aeropuerto, y que el techo de nubes estaba a 2.000 pies sobre el terreno.

### Aterrizaje y accidente
El MD-90 de Lion Airlines, fue autorizado a aterrizar a las 15:41 hora local (8:41 UTC) en la pista 25L, tomando tierra a las 15:43 (8:43 UTC). Tras el aterrizaje, el avión se escoró hacia la izquierda, se salió de pista y, tras tocar con la cola en el campo, se golpeó el tren de aterrizaje y rompió el ala izquierda.
De las 174 personas que viajaban a bordo, ninguna resultó herida o muerta, gracias a la intervención de los servicios de emergencia y a la actuación de los tripulantes.

## Consecuencias
Lion Airlines, pertenece a la Lista negra de compañías aéreas de la Unión Europea, por la que no puede efectuar vuelos a los países miembros de la Unión. Este extremo ya había sido tomado meses antes de este incidente. 
Por otra parte, al ser este accidente el segundo de la aerolínea con estos aparatos (el anterior el 24 de febrero de 2009), el gobierno indonesio ha obligado a la compañía a dejar en tierra todos sus aviones MD-90-30 (cinco en total, si bien los dos de los incidentes, ya estaban en tierra y parados).